# سانفورد جاي غروسمان
سانفورد جاي غروسمان (بالإنجليزية: Sanford J. Grossman)‏ هو اقتصادي وأستاذ جامعي أمريكي، ولد في 21 يوليو 1953 في بروكلين في الولايات المتحدة.

## وصلات خارجية
- سانفورد جاي غروسمان على موقع إن إن دي بي (الإنجليزية)